# Слетіоара (комуна, Олт)
Слетіоара (рум. Slătioara) — комуна у повіті Олт в Румунії. До складу комуни входять такі села (дані про населення за 2002 рік):
- Салча (364 особи)
- Слетіоара (2229 осіб)

Комуна розташована на відстані 140 км на захід від Бухареста, 4 км на південний захід від Слатіни, 41 км на схід від Крайови.

## Населення
За даними перепису населення 2002 року у комуні проживали 2593 особи. Усі жителі комуни рідною мовою назвали румунську.
Національний склад населення комуни:
| Національність | Кількість осіб | Відсоток |
| -------------- | -------------- | -------- |
| румуни         | 2574           | 99,3%    |
| цигани         | 19             | 0,7%     |

Склад населення комуни за віросповіданням:
| Релігія     | Кількість осіб | Відсоток |
| ----------- | -------------- | -------- |
| православні | 2590           | 99,9%    |
| адвентисти  | 3              | 0,1%     |

## Зовнішні посилання
- Дані про комуну Слетіоара на сайті Ghidul Primăriilor